# Loppi
Loppi [ˈlɔpːi] (schwedisch: Loppis) ist eine Gemeinde im Süden Finnlands mit 7749 Einwohnern (Stand 31. Dezember 2022). Sie liegt in der Landschaft Kanta-Häme 20 Kilometer westlich der Stadt Riihimäki und 50 Kilometer südlich von Hämeenlinna. Die Entfernung zur Hauptstadt Helsinki beträgt 75 Kilometer.
Die drei Siedlungszentren der Gemeinde sind das Kirchdorf von Loppi, in dem circa 2400 Menschen leben, sowie Launonen und Läyliäinen mit jeweils circa 1200 Einwohnern. Außerdem gehören zum Gemeindegebiet die Dörfer Hevosoja, Hirvijärvi, Hunsala, Joentaka, Kormu, Metsäkylä, Ourajoki, Pilpala, Räyskälä, Sajaniemi, Salo, Teväntö, Topeno und Vojakkala.

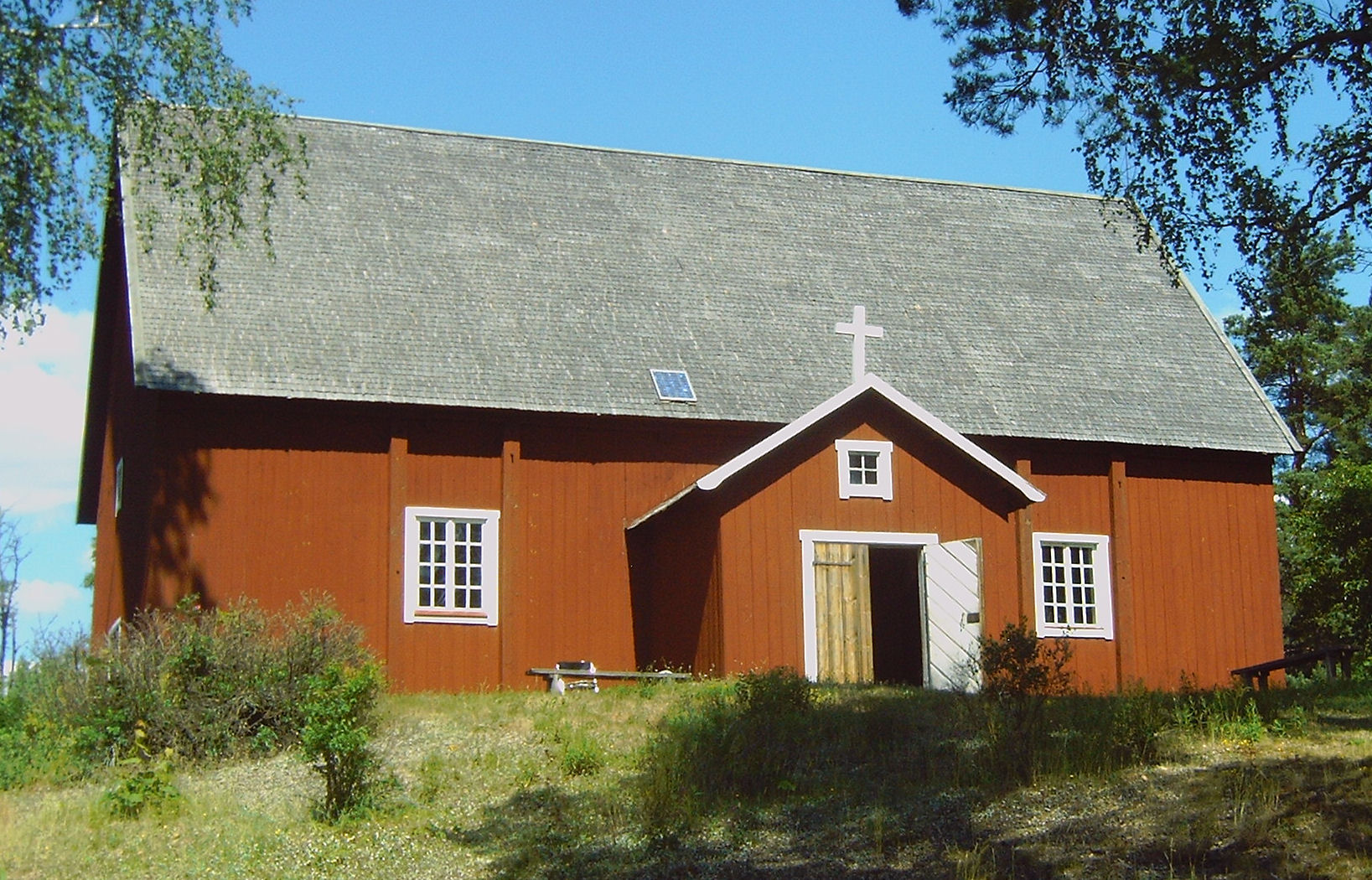
Die Alte Kirche von Loppi

Die Alte Kirche von Loppi ist der Heiligen Birgitta geweiht und wird daher im Volksmund Santa-Pirjo genannt. Der hölzerne Bau ist von äußerst schlichter Gestalt und verfügt über einen rechteckigen Grundriss ohne Kirchturm. Die Alte Kirche stammt wahrscheinlich aus der Mitte des 17. Jahrhunderts (das genaue Baudatum ist unbekannt) und gehört somit zu den ältesten Holzkirchen Finnlands. Sie wird heute nur noch im Sommer für Abendandachten und Hochzeiten genutzt. Als Pfarrkirche dient der Gemeinde die 1885–87 erbaute Kirche von Loppi. Nachdem sie bei einem Brand im Jahr 1914 fast völlig zerstört worden war, baute man sie 1919–21 wieder auf. Die aus Backstein gebaute Kirche hat einen Grundriss in Form eines Griechischen Kreuzes und einen Westturm.

## Söhne und Töchter
- Sakari Ilmanen (1880–1968), Eiskunstläufer
- Sakari Pälsi (1882–1965), Schriftsteller, Ethnologe und Archäologe
- Arvo Niemelä (1909–1984), Ringer